# Wikipedija na poljskom jeziku
Wikipedija na poljskom jeziku (poljski: Wikipedia polskojęzyczna) inačica je Wikipedije napisana na poljskom jeziku. S radom je započela u rujnu 2001. godine.
Sada ima 1 652 509 članaka, 4354 aktivna suradnika,  94 administratora i ukupno 76 111 100 uređivanja.

## Vanjske poveznice
- Wikipedija na poljskom jeziku